# OTP Oulu
OTP Oulu (voluit Oulun Työväen Palloilijat) is een Finse voetbalclub uit de stad Oulu.

## Geschiedenis
De club werd op 8 januari 1946 opgericht. In 1955 promoveerde de club naar de tweede klasse, maar degradeerde meteen. OTP kon na één seizoen terugkeren en werd nu een vaste waarde in de tweede klasse. In 1962 werd de club vicekampioen met één punt achterstand op VIFK Vaasa. Na twee kwakkelseizoenen kon de club eindelijk kampioen worden in 1965 en zo promoveerde OTP naar de hoogste klasse.
Het eerste seizoen bij de elite verliep slecht en de club werd laatste. Terug in de tweede klasse werd de club opnieuw kampioen, maar moest nu een play-off spelen om te promoveren en werd daarin laatste. Ook de volgende seizoenen verloor de club in de play-offs, maar in 1970 kon de club zich wel zo plaatsen voor de hoogste klasse. De tweede poging bij de elite verliep al verdienstelijker; OTP werd derde laatste, maar degradeerde wel. Na één seizoen promoveerde de club terug en werd dit keer gedeeld vierde met KuPS Kuopio. Na een middelmatig seizoen in 1974 degradeerde de club opnieuw in 1975. Haka Valkeakoski had evenveel punten als OTP, maar kon het behoud verzekeren door een beter doelsaldo. Na een vicetitel in de tweede klasse achter KIF Helsinki keerde de club meteen terug en kon een degradatie net vermijden. In 1978 volgde opnieuw een degradatie.
Na één seizoen promoveerde de club terug en werd negende op twaalf clubs, stadsrivaal OPS Oulu werd dat jaar landskampioen. De laatste vier van de rangschikking moesten een eindronde spelen met tweede klassers en daarin kon de club zich niet plaatsen voor de eerste klasse van 1981. De volgende drie seizoenen moest de club na de reguliere competitie telkens in de eindronde om degradatie naar de derde klasse te vermijden, maar slaagde er elke keer in om het behoud te verzekeren. In 1984 werd de club dan kampioen en promoveerde direct naar de hoogste klasse. OTP eindigde op een gedeelde tiende plaats met Koparit Kuopio en moest een testmatch spelen. OTP won met 3-1 en bleef, terwijl Koparit naar de eindronde moest met een tweedeklasser. Het volgende seizoen werd de club laatste en kon na één seizoen terugkeren. In 1988 en 1989 kon de club telkens het behoud verzekeren in de eindronde. In 1990 werd het systeem nogmaals veranderd en de club werd gedeeld tiende met KPV Kokkola en moest een testwedstrijd spelen, die het won met 2-1. In 1991 werd OTP voorlaatste en speelde een play-off tegen tweedeklasser FinnPa Helsinki en won beide wedstrijden. Hierna fusioneerde de club met OLS Oulu en werd zo FC Oulu. In 1994 werd de fusie ontbonden en gingen de clubs opnieuw hun eigen weg. OTP verdween in de anonimiteit.

## Erelijst
- Beker van Finland

Finalist: 1974, 1987, 1988

## Bekende (oud-)spelers
- Pertti Alaja
- Juhani Himanka
- Martti Kuusela
- Seppo Pyykkö
- Aarno Turpeinen
- Sami Väisänen
- Ville Väisänen